# Alejandro Carlos Chacón
Alejandro Carlos Chacón Camargo (Cúcuta, 2 de octubre de 1972) es un abogado y político colombiano,  Representante a la Cámara desde 2010 hasta 2022 por el departamento colombiano de Norte de Santander. Así mismo, fungió como Presidente de la Cámara de Representantes, asumiendo su función el 20 de julio de 2018.

## Biografía
Alejandro Carlos Chacón nació en Cúcuta. Estudió derecho en la Universidad Libre con especialización en Derecho Administrativo y maestría en Derecho Penal. Inició en la política desde joven con Germán Vargas Lleras, a quien conoció durante una charla en la universidad cuando él era el presidente del Consejo Estudiantil y Vargas Lleras congresista liberal.
Se ha desempeñado en los cargos de asesor de la Organización de Estados Iberoamericanos y asesor del Ministerio de Comunicaciones, subgerente regional de la Fiduprevisora, secretario de Desarrollo de Cúcuta, alcalde encargado de la ciudad de Cúcuta en varias oportunidades, director del Instituto Municipal de Recreación y Deporte, asesor de la Contraloría Municipal y director de Control Interno de la Alcaldía.[cita requerida]
Es profesor de las universidades Simón Bolívar y Libre de Cúcuta, y fue asesor jurídico del diario La Opinión, el más importante de Norte de Santander. Cuando iniciaba la década del 2000 y Vargas Lleras se fue para Partido Cambio Radical, Chacón se quedó en el liberalismo y empezó a acercarse al hoy ministro de Interior, Juan Fernando Cristo, quien en ese momento era senador. Sin embargo, Chacón no perdió su cercanía con el vicepresidente. En 2010 Chacón es elegido a la Cámara de Representantes por el Partido Liberal Colombiano obteniendo una curul.